# Kalispell
Kalispell – miasto w Stanach Zjednoczonych, w stanie Montana, siedziba administracyjna hrabstwa Flathead. 
Największe miasto położone w sąsiedztwie Parku Narodowego Glacier, z którego w okresie letnim jest darmowy bus wiozących chętnych do zachodniego wjazdu do parku a także jest zlokalizowanych wiele firm organizujących wycieczki do parku. 

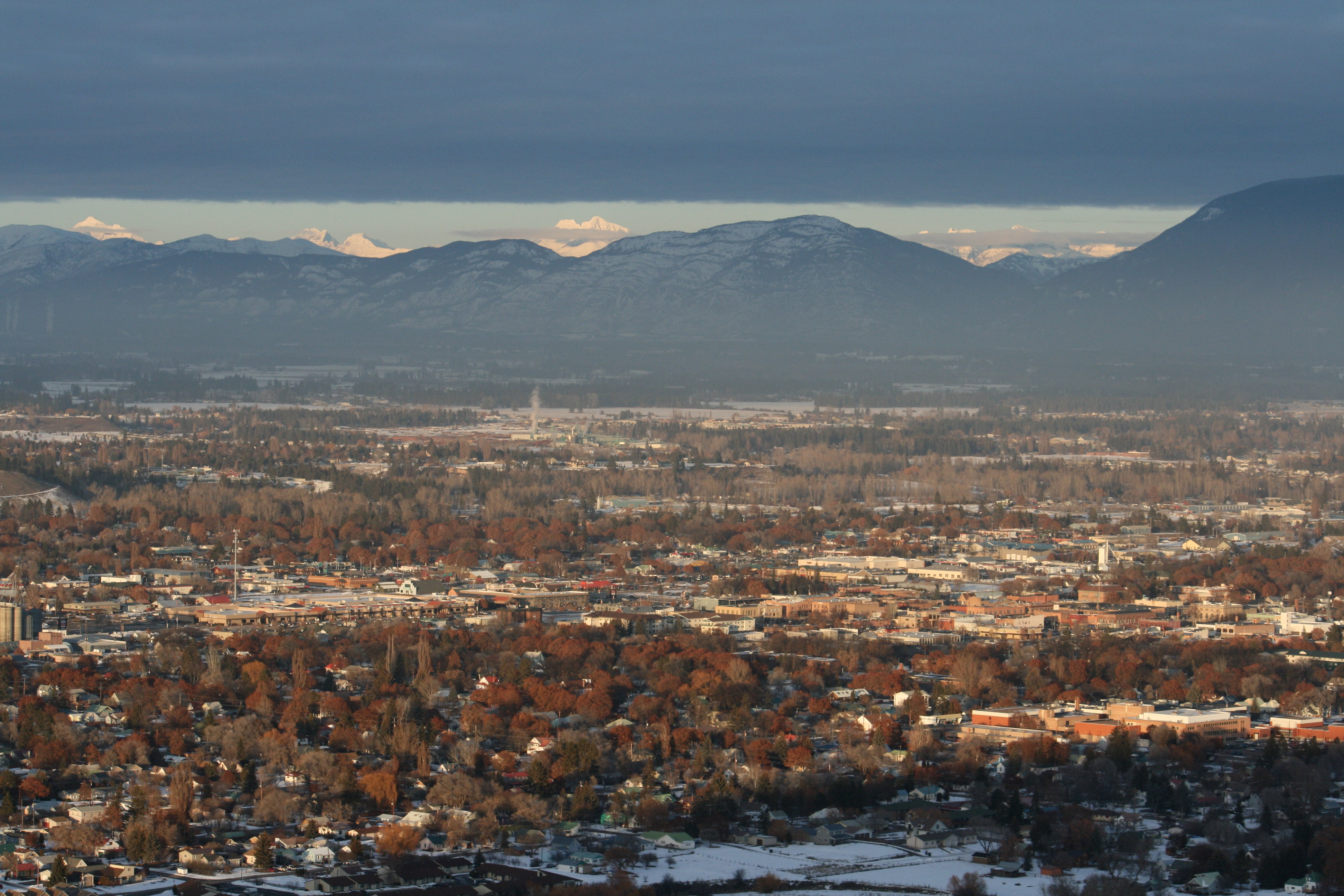
Widok z Kalispell w kierunku Glacier National Park